# 音組
音組（おとぐみ）とは、フジテレビにあるフジテレビバラエティ制作センターの音楽番組制作スタッフ（旧：フジテレビ第二制作部音楽番組制作セクション）で作った、きくちPが主宰するスタッフ班の名で、ホームページサイトの名前。

## 概要
フジテレビのほとんどの音楽番組を手がけている。ホームページは1997年6月28日、『KIKCHY FACTORY』として運用開始。2004年6月12日、きくち組から改称した『フジテレビ音組』の通称に改称した。
音組が手がける音楽番組の特徴として、他局の音楽番組でよく見られるCD音源をバックにした歌唱、口パクでの歌唱をせず、基本的にオーケストラ、バンドをバックにした生歌・生演奏が挙げられる。
2014年8月13日に放送された、『2014 FNSうたの夏まつり』で、地上波での「音組」は解散された。以後はフジテレビNEXTでの音楽番組を制作する「フジテレビNEXT音組」を名乗って活動している。
『笑っていいとも!』のテレフォンショッキングでは、ミュージシャンがゲストの際にはほぼ毎回花を送っていた。

## 担当番組
放送時刻はすべて日本時間（JST）。

### 放送中
- しおこうじ玉井詩織×坂崎幸之助のお台場フォーク村NEXT（2019年7月18日 - 、毎月1回放送）※フジテレビNEXT[2]

### 過去の番組
- HEY!HEY!HEY! MUSIC CHAMP（1994年10月17日 - 2012年12月17日）
- TK MUSIC CLAMP（1995年4月12日 - 1998年4月1日）
- LOVE LOVE あいしてる（1996年10月5日 - 2001年3月31日）
- 疾風怒涛!FNSの日スーパースペシャルXI真夏の27時間ぶっ通しカーニバル 〜REBORN〜（1997年7月26日、27日）
- FACTORY（1998年4月15日 - 2011年5月21日）[3]
- MUSIC HAMMER（1998年4月18日 - 2000年3月26日）
- Music Museum（2000年4月12日 - 2001年3月28日）
- GIRLS' FACTORY（2000年7月31日 - 2018年7月14日）※主に毎年7月から8月に行われる女性アーティストが出演する音楽祭。
- 堂本兄弟（2001年4月8日 - 2004年9月26日）
- 拓郎マチャミのみんな歌えるスーパーヒット（2002年8月14日・10月12日）
- ayu ready?（2002年10月12日 - 2004年3月20日）
- FNS歌謡祭（2003年12月5日 - 2013年12月4日）※年末の特別番組。番組自体は放送中だが、音組は撤退
- ジャニーズカウントダウンライブ（2003年 - 2006年）※1回大晦日～元旦、東京ドーム註:2007以降は音組担当ではない
- 僕らの音楽（2004年4月3日 - 2014年9月19日）
- 新堂本兄弟（2004年10月17日 - 2014年9月28日）
- ENDLI☆TV（2007年4月3日）
- MUSIC FAIR（2007年10月 - 2014年7月）※番組自体は放送中だが、音組は撤退
- FNS音楽特別番組 上を向いて歩こう 〜うたでひとつになろう日本〜（2011年3月27日）
- FNS27時間テレビ めちゃ²デジッてるッ! 笑顔になれなきゃテレビじゃないじゃ〜ん!!（2011年7月23日、24日）
  - 2011 FNS歌へた祭（2011年7月24日）
- FNS歌謡祭 うたの夏まつり2011（2011年8月6日）
- とんねるずが生放送!音楽番組全部見せます!!-名曲で元気になろう-（2012年3月21日）
- FNSうたの夏まつり（2012年8月8日 - 2014年8月13日）※夏の特別番組。番組自体は放送中だが、音組は撤退
- ONE AND ONLY THE LIVE（2012年9月28日）
- FNS名曲の祭典 秘蔵映像で振り返る55年 -NO MUSIC, NO TV.-（2013年11月2日）
- 坂崎幸之助のももいろフォーク村NEXT（2014年9月18日 - 2019年6月13日、毎月1回放送）※フジテレビNEXT
- きくちから（2014年10月19日 - 2023年3月30日、毎月1回放送）※フジテレビNEXT[4]
- あたしの音楽（2014年11月15日 - 2017年3月30日、毎月1回放送）※フジテレビNEXT
- スカパー!音楽祭（2015年2月25日 - 2018年3月14日）

## 音組制作スタッフ

### ディレクター
- 浜崎綾
- 島田和正
- 大野悟（クリーク・アンド・リバー社所属）
- 久留島雄樹（イースト所属）
- 平田亮輔
- 正木友美子（クリーク・アンド・リバー社所属）
- 松本絵理（イースト所属）
- 黒岩栄治（アクシーズ所属）

### プロデューサー
- きくちP
- 宇賀神裕子（イースト所属）
- 土田芳美（VIC所属）
- 福井倫子（クリーク・アンド・リバー社所属）
- 冨田哲朗
- 石田弘

### その他スタッフ
- 武部聡志（音楽監督）
- 吉田建（音楽監督）
- 鬼熊陽一郎（ウェブマスター）

### 過去のスタッフ
- 板谷栄司（フジテレビ退職）